# Рабочая партия (Норвегия)
 Рабочая партия (норв. Arbeiderpartiet, нюнорск Arbeidarpartiet, сокращённо Ap) — социал-демократическая политическая партия в Норвегии. Основана в 1887 году. С 1927 года является крупнейшей по числу представителей партией в Стортинге, в отдельных его составах получая даже большинство мест. До 2011 года официально называлась Норвежская рабочая партия.

## История

### 1887—1919: Создание и рост популярности
Рабочая партия была основана в августе 1887 года в Арендале на волне роста рабочего и национального (за независимость от Швеции) движений. Среди инициаторов её создания были Кристиан Хольтерман Кнудсен, Карл Еппесен и Андерс Андерсен. Рабочая партия приняла участие в создании II Интернационала в 1889 году. Первая партийная программа, принятая в 1891 году, включала многие марксистские положения.
Впервые приняла участие в выборах в стортинг (парламент Норвегии) в 1894 году. В первый раз партия прошла в стортинг на выборах 1903 года, получив 4 из 117 мест. После периода роста популярности, в 1927 году она стала крупнейшей партией в стортинге и с тех пор удерживает эту позицию.
После разрыва унии со Швецией к руководству партией пришли левые социалисты, которые в 1915 году добились отказа Рабочей партии голосовать за военные кредиты и высокой электоральной поддержки на парламентских выборах (32 %).

### 1919—1933: Между социал-демократией и коммунизмом
Под влиянием революции в России в 1919 году по инициативе Кюрре Греппа партия присоединилась к Коминтерну, после чего в ней произошёл раскол. Часть правых членов Рабочей партии в 1921 году вышла из неё и образовала собственную, Социал-демократическую рабочую партию Норвегии (Norges Socialdemokratiske Arbeiderparti, NSA, СДРПН).
Лидер Рабочей партии Мартин Транмель поначалу поддерживал революционные установки и «21 условие приёма в Коммунистический Интернационал», однако после конфликта с председателем Коминтерна Г. Е. Зиновьевым в 1923 году партия вышла из Коммунистического интернационала, что привело к новому расколу, с ещё одним выходом части членов из партии и образованием ими Коммунистической партии Норвегии (КПН). В 1927 году произошло воссоединение Рабочей партии с СДРПН. В 1932—1933 годах некоторое время входила в левосоциалистическое Международное бюро революционного социалистического единства.
По итогам выборов 1927 года Рабочая партия превратилась в крупнейшую парламентскую партию и в 1928 году впервые сформировала правительство (кабинет Кристофера Хорнсруда), которое продержалось у власти всего две недели. В 1930-х годах партия официально отказалась от революционно-социалистической риторики, провозгласив ориентацию на реформистскую политику (в программе 1939 года говорится о «строительстве социализма на пути постепенных реформ в рамках существующего общества»), а в 1938—1940 годах уже входила в умеренный Социалистический рабочий интернационал. Вместе с тем, она оставалась на довольно левых позициях в пределах социал-демократического движения; в 1935 году правительство Рабочей партии приняло в Норвегии Л. Д. Троцкого, однако вскоре выслало его из страны под давлением СССР.

### 1933—1965: Гегемония Рабочей партии
Начиная с выборов 1933 года, на которых Рабочая партия получает 69 мест в стортинге из 150, она становится правящей партией. На протяжении нескольких десятилетий, вплоть до выборов 2001 года, Рабочая партия устойчиво получает более 40 % мест в парламенте (лучший показатель — 48,3 % в 1957 году), а с 1945 по 1959 на выборах получает большинство мест в нём (больше всего в 1949 году, после заката коммунистов — 85 из 150 мандатов).
До 1965 года она находится при власти, за исключением периода нацистской оккупации в годы Второй мировой войны (1940—1945), во время которого члены Рабочей партии активно участвовали в Движении Сопротивления, и одного месяца в 1963 году. В этот период кабинеты возглавляли лидеры Рабочей партии Юхан Нюгорсволль (1935—1940), Эйнар Герхардсен (1945—1951, 1955—1963 и 1963—1965) и Оскар Торп (1951—1955). Генеральным секретарём партии с 1945 по 1969 год оставался Хокон Ли.
Послевоенные правительства Рабочей партии правительства обеспечили непрерывный (до 1973 года) рост экономики и индустриализацию, а также создали государство всеобщего благосостояния на основе социал-демократических и кейнсианских принципов («скандинавская модель»), внедряя прогрессивное налогообложение, государственное регулирование экономики и экономическое планирование (с 1948 года внедрялись четырёхлетние планы). Эта политика привела к развитию социальной сферы, обеспечению полной занятости, сокращению рабочего времени, продвижению производственной демократии, введению пенсий, социального страхования и бесплатного здравоохранения, росту благосостояния и покупательной способности граждан из числа трудящихся классов. Большая часть ВВП Норвегии перераспределялась через национальный и местные бюджеты, при этом от требования национализации, провозглашённого в «Общей программе» 1945 года, партия отказалась уже в «Программе действий» 1949 года.
Впрочем, левизна Рабочей партии не распространялась на её взаимоотношения с коммунистами и внешнюю политику: в 1948 году в ответ на февральские события в Чехословакии премьер-министр от Рабочей партии Эйнар Герхардсен выступил с Кракеройской речью, в которой резко отмежевался от коммунистической партии и инициировал давление против леворадикального крыла собственной партии. В отличие от отстаивавших нейтралитет своих стран социал-демократов Швеции и Дании, большинство Рабочей партии, ориентировавшееся на «наведение мостов между Востоком и Западом» в первые послевоенные годы, решительно поддержало участие в блоке НАТО, оговаривая при этом недопущение размещения на территории страны в мирное время иностранных вооруженных сил: на съезде 1949 года, где решался вопрос о вхождении страны в Альянс, только 35 делегатов из 300 голосовали против.

### 1958—1976: Образование новой левосоциалистической партии
В 1960—1970-х годах Норвежская рабочая партия переживает кризис. Ещё в 1958 году произошло так называемое «Пасхальное восстание Рабочей партии»: двое активистов молодёжной организации партии (Берге Фурре и Каре Соллунд) собрали подписи большей части парламентской фракции Рабочей партии под петицией против размещения американского ядерного оружия в Европе и перевооружения Западной Германии. Партийная верхушка отнеслась к этой инициативе крайне отрицательно: из рядов Рабочей партии был исключён ряд членов организации «Социалистические студенты», к которой принадлежали авторы петиции, а депутаты Рабочей партии были вынуждены отозвать свои подписи под воззванием, что все они, за единственным исключением и сделали.
В 1961 году в партии произошёл новый раскол, на этот раз выделившаяся левая группа (фракция «Ориентеринг», выпускавшая одноимённую газету и резко выступавшая против членства в НАТО и разошедшимися с руководством Рабочей партии по этому и другим вопросам внешней политики) образовала Социалистическую народную партию, предшественницу современной Социалистической левой партии, оформившейся как избирательный союз в 1973 году и единая партия в 1976 году.
СНП и СЛП критиковали Рабочую партию слева; в то же время, впоследствии существование правительств социал-демократов часто обеспечивалось парламентской поддержкой левых социалистов. Так, в 1963 году, когда голосов в парламенте у Рабочей партии и буржуазной оппозиционной коалиции было поровну, два голоса СНП стали решающими для вотума недоверия правительству Герхардсена, когда в ходе расследования дела компании Kings Bay на министра Рабочей партии была возложена ответственность за несоблюдение норм безопасности, приведшей к массовой гибели шахтёров на Шпицбергене.
К Социалистическому избирательному союзу, ставшему основой Социалистической левой партии, в 1973 году присоединился ещё один откол от Рабочей партии — «Демократические социалисты — Информационный комитет Движения трудящихся против членства Норвегии в Европейском сообществе». Поводом для выхода новой оппозиционной группы из состава Рабочей партии стали расхождения по вопросу о вступлении Норвегии в Европейское экономическое сообщество . Правительство Трюгве Браттели и руководство партии высказались за, тогда как партийная оппозиция вместе с левыми социалистами, центристами, коммунистами и некоторыми профсоюзами лоббировала на референдуме 1972 года голосование «против», которое в итоге и победило. Правительство ушло в отставку, а выборы обернулись для Рабочей партии самым низким результатом вплоть до 1989 г. (35,3 % избирателей).

### Современность
Проиграв на парламентских выборах 1965 года коалиции буржуазных партий, Рабочая партия затем неоднократно возвращалась к власти — правительства Трюгве Браттели в 1971—1972 и 1973—1976 годах, Одвара Нурдли в 1976—1981 годах, Гру Харлем Брундтланд в 1981, 1986—1989 и 1990—1997 годах, Турбьёрна Ягланда в 1997 годах, Йенса Столтенберга в 2000—2001 и 2005—2013 годах.
Реагируя на кризисные явления в мировом и национальном хозяйстве, в 1970-х годах правительства Рабочей партии поначалу проводили интервенционистскую политику в экономике с тем, чтобы оказывать финансовую помощь предприятиям, находившимся на грани банкротства (включая частные компании, со многих из них были списаны задолженности). Поскольку нефтегазовый кризис вызывал резкие скачки цен на топливо, был установлен государственный контроль над добычей нефти и газа, месторождения которых в Северном море начали активно разрабатываться с 1971 года.
Однако к концу десятилетия правительство Рабочей партии в рамках общемирового поворота к неолиберализму перешло к мерам «жесткой экономии», ограничившим рост реальной заработной платы и личного потребления населения, но не давшим желаемых результатов стабилизации макроэкономических показателей. Партия проиграла выборы 1981 года и в своей экономической программе повернула ещё дальше вправо.
Когда в 1986 году в результате острых противоречий в правоцентристском лагере социал-демократы наконец смогли сформировать новое правительство, его политика, кроме увеличения государственных расходов на жилищное строительство, здравоохранение и охрану окружающей среды, была экономически либеральной: приватизация части государственного сектора и сферы услуг, сокращение прогрессивности шкалы налогообложения, снижение налогов на нефтедобывающие компании, замораживание цен и заработной платы для борьбы с инфляцией, повышение тарифов.
Одновременно Рабочая партия сделала важные шаги в направлении достижения гендерного равенства, проведя через парламент Закон о расширении представительства женщин в управленческом аппарате и сделав кабинет Гру Харлем Брундтланд первым правительством в истории страны, включающим половину (8 из общего числа 17) женщин-министров.
Отход партии от социально ориентированной политики привёл к тому, что на выборах 2001 года в стортинг Рабочая партия получила всего 43 места в парламенте из 165. На фоне показателей предыдущих десятилетий, когда партия начиная с выборов 1933 года получала не менее 62 мест в парламенте, многими это воспринималось как сокрушительное поражение. Среди причин этого называли непопулярное решение 1997 года о приватизации части государственной собственности и связанные с этим скандалы.
Тем не менее, на выборах в стортинг в 2005 году, партия, обещавшая вернуться к более активной социальной политике в интересах лиц с низкими и средними доходами, сумела в основном вернуть утраченные позиции, получив 61 место из 169. Благодаря этому партия вместе с Социалистической левой и Партией центра (эта либерально-центристская, аграрная и евроскептическая сила впервые примкнула к Рабочей партии) смогла составить правящую «Красно-зелёную коалицию».
Партия подтвердила своё лидерство в политической жизни страны в 2009 году, получив по результатам очередных парламентских выборов 64 места из 169. Партнёры партии по коалиции тоже смогли показать достойный результат, и левоцентристская коалиция заручилась правом вновь формировать кабинет.
На выборах 2013 года Рабочая партия осталась крупнейшей партией, но понесла электоральные потери и ушла в оппозицию. Новым лидером партии вместо Йенса Столтенберга, ставшего генсеком НАТО, был избран Йонас Гар Стёре. Его заместителями являются Тронн Гиске и Хадия Тайик, бывшая самым молодым министром и первой мусульманкой в норвежском правительстве.

### 2011: Массовое убийство молодых активистов партии
22 июля 2011 года ультраправый экстремист, гражданин Норвегии 32-летний Андерс Беринг Брейвик, прибывший в молодёжный лагерь партии на острове Утёйа, хладнокровно застрелил многих из находившихся там людей, преимущественно юношей и девушек в возрасте от 15 до 25 лет, позднее объяснив свой поступок ненавистью к сторонникам мультикультурализма. По данным на 26 июля, погибло 69 человек. Этот теракт, вместе с происшедшим за несколько часов до этого взрывом у правительственного здания в Осло, также инкриминирующимся Брейвику, является крупнейшим в истории современной Норвегии. Также, Брейвик фактически стал единственным преступником, которому в мирное время инкриминируется такое значительное число жертв, единовременно убитых из огнестрельного оружия. При этом, как минимум некоторые жертвы Брейвика погибли не непосредственно от выстрелов преступника: в панике, они пытались спастись с острова вплавь и погибли от переохлаждения или утопления.

## Организационная структура
Рабочая партия состоит из губернских партий (fylkespartiene), губернские партии из коммунальных партий (kommunepartiene). Высший орган — национальная конференция (landsmøtet), между съездами — национальное правление (landsstyret). 
Губернские партии
Губернские партии соответствовали губерниям. Высшие органы губернской партии — губернская конференция (fylkesårsmøte), между губернскими конференциями — губернское правление (fylkesstyret), 
Коммунальные партии
Коммунальные партии соответствовали городам и коммунам. Крупные коммунальные партии могут делиться на первичные отделения (partiavdelingene) по месту работы и жительства. Высший орган коммунальной партии — общие собрания коммунальной партии (medlemsmøtet), между общими собраниями — правления коммунальной партии (styret).
Смежные организации
- Рабочий молодёжный фюлькинг (Arbeidernes Ungdomsfylking).

Рабочая партия связана с крупнейшим профцентром страны — Центральной организацией профсоюзов Норвегии (Landsorganisasjonen i Norge). Также при партии действует детская организация «Framfylkingen».
Рабочий молодёжный фюлькинг
Фюлькинг состоит из губернских организаций. Высший орган — национальная конференция (landsmøtet), между национальными конференциями — национальное правление (landsstyret). 
Пресса
Центральным печатным органом до 1991 года являлась газета «Арбейдербладет» («Arbeiderbladet»).

## Представительство партии в Стортинге
| Год  | % голосов | Мест в Стортинге |
| ---- | --------- | ---------------- |
| 1894 | 0.3       | 0 из 114         |
| 1897 | 0.6       | 0 из 114         |
| 1900 | 5.2       | 0 из 114         |
| 1903 | 12.1      | 4 из 117         |
| 1906 | 15.9      | 11 из 123        |
| 1909 | 21.5      | 11 из 123        |
| 1912 | 26.2      | 23 из 123        |
| 1915 | 32.0      | 19 из 123        |
| 1918 | 31.6      | 18 из 126        |
| 1921 | 21.3      | 29 из 150        |
| 1924 | 18.4      | 24 из 150        |
| 1927 | 36.8      | 59 из 150        |
| 1930 | 31.4      | 47 из 150        |
| 1933 | 40.1      | 69 из 150        |
| 1936 | 42.5      | 70 из 150        |
| 1945 | 41.0      | 76 из 150        |
| 1949 | 45.7      | 85 из 150        |
| 1953 | 46.7      | 77 из 150        |
| 1957 | 48.3      | 78 из 150        |
| 1961 | 46.8      | 74 из 150        |
| 1965 | 43.1      | 68 из 150        |
| 1969 | 46.5      | 74 из 150        |
| 1973 | 35.3      | 62 из 155        |
| 1977 | 42.3      | 76 из 155        |
| 1981 | 37.1      | 65 из 155        |
| 1985 | 40.8      | 71 из 157        |
| 1989 | 34.3      | 63 из 165        |
| 1993 | 36.9      | 67 из 165        |
| 1997 | 35.0      | 65 из 165        |
| 2001 | 24.3      | 43 из 165        |
| 2005 | 32.7      | 61 из 169        |
| 2009 | 35.4      | 64 из 169        |
| 2013 | 30.8      | 55 из 169        |
| 2017 | 27.4      | 49 из 169        |